# Modern femkamp vid olympiska sommarspelen 1924
Resultat från tävlingarna i modern femkamp vid olympiska spelen 1924. 

## Medaljörer
| Spel         | Guld               | Silver                 | Brons                |
| Individuellt | Bo Lindman Sverige | Gustaf Dyrssen Sverige | Bertil Uggla Sverige |

## Medaljtabell
| Pl. | Nation  | Guld | Silver | Brons | Totalt |
| --- | ------- | ---- | ------ | ----- | ------ |
| 1   | Sverige | 1    | 1      | 1     | 3      |

## Deltagande nationer
- Belgien (4)
- Tjeckoslovakien (2)
- Danmark (3)
- Finland (3)
- Frankrike (4)
- Storbritannien (4)
- Italien (4)
- Nederländerna (4)
- Norge (2)
- Sverige (4)
- USA (4)